# Lamas de Outeiro
Lamas de Outeiro es un lugar español situado en la parroquia de Sabucedo de Montes, del municipio de Cartelle, en la provincia de Orense, Galicia.

## Demografía
| Gráfica de evolución demográfica de Lamas de Outeiro entre 2000 y 2022 |
|                                                                        |
| Datos según el nomenclátor publicado por el INE.                       |

## Economía
De economía fundamentalmente agrícola, destaca por la pérdida de población sufrida en tiempos de la posguerra. En esencia, es un núcleo en que sus oriundos son padres, hijos y hermanos de la emigración, por lo que en épocas de descanso sus casas rezuman vida con la venida de los congéneres.
Actualmente está habitada por unas trece familias, si bien la mayoría de sus miembros trabajan en poblaciones de la zona de mayor proyección, como Orense, ciudad de la que dista pocos kilómetros.
La pérdida y envejecimiento de la población están sufriendo un lento retroceso, dado el crecimiento de Ourense hacia la periferia, lo cual reaviva al núcleo tímidamente con nuevas edificaciones y la repoblación de casas antaño abandonadas.